# Rachele Baldi
Rachele Baldi (Prato, 2 oktober 1994) is een voetbalspeelster uit Italië. Ze speelt als doelverdediger op huurbasis voor FC Inter Milaan in de Serie A.

## Clubcarrière
Baldi kwam de eerste negen jaar van haar profcarrière uit in haar geboorteprovincie Toscane. In 2020 besloot ze, na 'een emotionele en moeilijke keuze', Toscane en SSD Empoli, achter zich te laten. Nadat er geruchten gingen dat Baldi een overstap zou maken naar het buitenland, besloot ze echter om in Italië te blijven. Ze stapte over naar AS Roma.
Tijdens haar eerste seizoen in de Italiaanse hoofdstad wist Baldi niet uit te groeien tot eerste keepster. Ze maakte negen optreden in het seizoen 2020/21, waarin ze een clean sheet percentage van 11.1% had. Op 30 mei 2021 wist Baldi met haar club de Coppa Italia te winnen nadat AC Milan in de finale werd verslagen.
Sinds 2022 staat Baldi onder contract bij ACF Fiorentina. In 2024 maakte Baldi op huurbasis de overstap naar FC Inter Milaan. Ze was hier de vervangster van Francesca Durante, die overstapte in tegenovergestelde richting.

## Statistieken
| Seizoen | Club            | Land   | Competitie | Wedstrijden | Doelpunten |
| ------- | --------------- | ------ | ---------- | ----------- | ---------- |
| 2017/18 | SSD Empoli      | Italië | Serie A    | 11          | 0          |
| 2018/19 | Florentia       | Italië | Serie A    | 11          | 0          |
| 2019/20 | SSD Empoli      | Italië | Serie A    | 13          | 0          |
| 2020/21 | AS Roma         | Italië | Serie A    | 9           | 0          |
| 2021/22 | AS Roma         | Italië | Serie A    | 0           | 0          |
| 2021/22 | SSD Napoli      | Italië | Serie A    | 7           | 0          |
| 2022/23 | ACF Fiorentina  | Italië | Serie A    | 11          | 0          |
| 2023/24 | ACF Fiorentina  | Italië | Serie A    | 13          | 0          |
| 2024/25 | ACF Fiorentina  | Italië | Serie A    | 0           | 0          |
| 2024/25 | FC Inter Milaan | Italië | Serie A    | 2           | 0          |
| Totaal  | Totaal          | Totaal | Totaal     | 77          | 0          |

Laatste update: 4 april 2025

## Interlandcarrière
Baldi maakte haar debuut voor het Italiaanse nationale team in een wedstrijd op de Arnold Clark Cup op 22 maart 2023 tegen Zuid-Korea door in de basis te starten.